# Trismus
Trismus (mandibular hypomobilitet) är beteckningen på det medicinska symtom som numera, oavsett orsak eller agens, innebär svårighet att öppna munnen. Tidigare betecknade trismus enbart oförmåga att öppna mun vid tetanus (stelkramp), idag betecknar det spasm och smärta i käkmuskulaturen vid käkrörelser.
Bland de som genomgått strålning av halsregionen mot tumörer förekommer trismus ofta tillsammans med dysfagi.
Akuta tillstånd ses vid olika förgiftningar och infektionssjukdomar, och anger en kraftig påverkan på muskulatur.
Kroniska former ses vid muskelskador, ledskador, snabb tillväxt av bindväv (ärrbildning) eller kombinationer av dessa faktorer. Detta kan i sin tur vara orsakat av neoplasmer, ankylos (beninväxt i led) artrit, trauma, liksom mikrotrauma exempelvis vid bruxism (tandgnissling).
Oavsett orsak så har studier visat att trismus snabbt leder till muskel- och ledatrofi. Det är påvisat att efter redan tre dagars inaktivitet kan förändringar i den påverkade ledens synovialvätska uppstå liksom förtunning av brosk, med mera. Vid exempelvis strålterapi med flera förutsebara grundorsaker till långsam trismus-utveckling bör behandlande terapeut: 1. hitta grundorsak och åtgärda (om möjligt) och 2. profylaktiskt inleda behandling med uppmätning av gapförmåga och inleda passiv rörelseuppträning.